# 제39회 부산국제단편영화제
제39회 부산국제단편영화제는 2022년 4월 27일에 열린 시상식이다.

## 수상 및 후보

### 최우수작품상(국제경쟁)
- 적응 - 메르다드 핫사니 수상

### 우수작품상(국제경쟁)
- 조지아 - 발레리 카노이 수상

### 최우수작품상(KAFA 상)(한국경쟁)
- 옥천 - 이경원 수상

### 우수작품상(한국경쟁)
- 지나친 하루 - 조단양 수상

### 심사위원특별상(한국경쟁)
- 매미 - 윤대원 수상

### 심사위원특별언급상(한국경쟁)
- 시간의 흔적 - 이와 수상

### 연기상(한국경쟁)
- 돌림총 - 엄준기 수상실패

### 넷팩상
- 소년 클럽 - 첸 이웬 수상

### 오퍼레이션키노(최우수작품상)
- 승우 - 이해솔 수상

### 오퍼레이션키노(우수작품상)
- 르네상스 - 노희관 외 1명 수상

### 아고라상
- 승우 - 이해솔 수상

### 관객상(국제경쟁)
- 내 어머니의 발 아래에서 - 빈센트 스파레붐 수상

### 관객상(한국경쟁)
- 돛대 - 이주승 수상

### 국제경쟁
- 적응 - 메르다드 핫사니
- 설명서 - 파벨 모자르
- 너무 큰 그림 - 게나지 부토
- 집에서 나온 새 - 에바 스믹
- 타인의 고통 - 아마노 다이치
- 밤의 소리 - 챈라도 삭 외 1명
- 엘레나 - 비루트 소데이카이트
- 여름 - 레타 사리코스키
- 아마니 - 알리아 파핀
- 당나귀 - 제퍼슨 스타인
- 유엔 비협 위원회 - 스테판 캄프 외 1명
- 가장 섬세한 사람 - 요나스 톨
- 소년 클럽 - 첸 이웬
- 본성 - 니콜라이 G H 요한센
- 나이트 - 아흐마드 살레
- 꿈의 소리 - 칼라니 가콘
- 레이캬비크 - 어빙 우리베 나레스
- 비가(悲歌) - 루벤 산체스
- 머플러 - 페르난도 엔리케스
- 시간이 낯설게 흐르던 일요일들 - 지젤 린
- 내 어머니의 발 아래에서 - 빈센트 스파레붐
- 타이탄 - 발레리 카노이
- 교정 - 데얀 페트로비치
- 가슴 - 마리 발라드
- 브로큰 - 난 킨 산 윈
- 묘비명 - 실비아 로렌치
- 빛의 미로 - 니콜라 피오베상
- 밤이 새벽을 만날 때 - 안드레아 크리스티나 바운트
- 성수 - 무쿤드 나라얀 외 1명
- 아저씨 - 후안 메디나
- 나는 기억하려고 하고 있다 - 페가 아한가라니
- 음므티 - 마우리시오 코르코
- 팔레르모의 검은 태양 - 조세핀 주아네
- 하늘의 트럼펫 - 라칸 마야시
- 천국의 아이들 - 샤 모
- 곤충 - 마르친 포돌레츠
- 이오타 피리어드 오메가 - 알렉시스 알렉시우
- 그리고 어둠이 왔다 - 마리-로즈 오스타
- 자르잘 - 세바스티안 발렌시아 무노즈
- 우주 삼키기 - 루이스 니에토

### 한국경쟁
- 돌림총 - 이상민
- 시간의 흔적 - 이와
- 지나친 하루 - 조단양
- 사막의 방주 - 김아름
- 옥천 - 이경원
- 아파트 - 이주이
- 칠흑 - 이준섭
- 광장 - 이가홍
- 매미 - 윤대원
- 길상(吉祥) - 조령미
- 빨간 덩어리 - 김지수
- 돛대 - 이주승
- 유산 - 남순아
- 잊혀진 익숙함 - 신해섭
- 마이 차일드 - 김현주
- 너의 안부 - 윤혜성
- 짝사랑 - 주영
- 컷 - 손민준
- 행인 - 허지은 외 1명
- 혼자 오는 밤 - 최은수

### 특별상영
- 주텔 - 알렉사 잔 뒤베
- 언덕 저편 - 에디스 조라이시
- 엄마의 잼 - 콜린 닉슨
- 우스만 - 조지 카마로티
- 공명(共鳴) - 막심 끌로드 레퀴이예
- 토템 로바 - 베로니카 에체귀
- 부엉이와 고양이 - 몰 힐
- 마마 - 파블로 드 라 치카
- 현재 - 파라 나불시
- 원숭이 죄수 - 조세 자파타 외 1명
- 겨울 매미 - 정수진
- 엄마의 워킹 - 신나리

### 오퍼레이션 키노
- 눈이 부시던 그 순간들도 - 이준우
- 르네상스 - 노희관 외 1명
- 승우 - 이해솔
- 아웃풋 - 손희완
- 어쩌겠어 - 장유영 외 1명
- 우리집 앞바다 - 권명준

### 주빈국 프로그램: 리투아니아
- 레바 - 비타우타스 플루카스 외 1명
- 리머진 - 사울레 블리우베이트
- 피난처 - 로베르타스 네벡카
- Voices Apart - David Heinemann 외 1명
- 심문 - 유르테 사부티테
- 인 메모리 오브 어 데이 곤 바이 - 샤루나스 바르타스
- 토포라리아 - 샤루나스 바르타스
- 아이들은 아무것도 잃지 않는다 - 샤루나스 바르타스
- 샤루나스 바르타스, 당신은 지금 어디에 있나요? - 샤루나스 바르타스
- 더미 - 라우리나스 바레이사
- 코카서스 - 라우리나스 바레이사
- 바이 더 풀 - 라우리나스 바레이사
- 낙타 - 라우리나스 바레이사
- 뎀바바 - 라우리나스 바레이사

### 아시아 쇼츠
- 죽은 쥐의 향기 - 다르마 푸트라 푸르나 누구라하
- 멜랑꼴리 - 탄 호앙 통
- 조심해 너의 개인 정보 - 아담 그로브스
- 온라인 교육의 기만 - 무스타파 빈 자비드
- 아미르 - 타미 수
- 세탁소 우정 - 웨이치 추아
- 집이라 불리는 곳 - 리파이알 기파리
- 훈련소에서 - 선 지 외 1명
- 천국에서 하루만 더 - 겍 겍 프리실라 앙
- 캣 피쉬 - 멀빈 얍
- K-드라마에 빠진 A.I. - 황 쥔시앙
- 그릇 - 루 루
- 무디타: 셀프리스 조이 - 멜빈 찬
- 오월의 만다라 - 구담
- 윤회 - 주현준
- 티베트 사원의 축제와 기도 - 빌헬름 필히너
- 라니 - 카르미나 제로니모 크루즈
- 마음의 호수 - 림 시옹 와이

### 코리아 쇼츠
- 아이즈앤혼즈 - 임채린
- 더데이 - 이동원
- 파란 나라 - 김영글
- 파지 - 김인혜
- 플로팅 메모리즈 - 옥세영
- 해미를 찾아서 - 허지은 외 1명
- 워킹 온 더 체어스 - 차재민
- 더 다이버스 - 조희수
- 동창회 - 유준민
- 비디오 누아르 - 성하은
- 아주 먼 나라 이야기 - 허윤석
- 체온 - 유상곤
- 틈 - 김경록
- 나들이 - 김선경

### 비욘드 쇼츠
- 블랙 박스 - 알기만타스 마쎄나
- 다시 찾은 솔라리스 - 데이만타스 나르케비시우스
- 명상 - 오귀스트 발카리스
- 그리고 돼지가 태어났다 - 율리우스 지즈
- 그 순간 - 율리우스 지즈
- 요나스는 계속 촬영한다 - 핍 쵸도로프
- 카시스 - 조나스 메카스
- 서커스에 대한 기록 - 조나스 메카스
- 사중주 1번 - 조나스 메카스
- 불완전한 세 개의 이미지 - 조나스 메카스
- 영화는 100년이 되지 않았다 - 조나스 메카스
- 행복한 삶의 기록에서 삭제된 부분 - 조나스 메카스
- 우연히 나는 아름다움의 섬광을 보았다 - 조나스 메카스
- 작은 행성 - 세키타니 타카시
- 2015년 7월 20일 - 데이만타스 나르케비시우스
- Spring - Franck Saint-Cast 외 4명
- 얼룩과 흠집 - 데이만타스 나르케비시우스
- 완전한 장면 - 죈지 퍼제커시
- 인상의 어제와 오늘 - 딜런 피어스
- 3D를 향한 러브송 - 로베르트 블룸베르그
- 깡충거미 마르다 - 크리스티안 A. 참마
- 플라멩코 - 드미트리 포르텔리
- 교실실격 - 경지숙
- 마술사 - 앤디 벤첼
- 무덤 파는 남자와 댄서 - 라이오넬 라겟
- 인 사이드 - 아니타 크비아트코프스카나빅
- 파리를 달리다 - 파비앙 렘블리어
- 그들 - 김원준
- 블루밍 - 최준서
- 난과 벌 - 프랜시스 어데어 맥켄지